# República das Letras

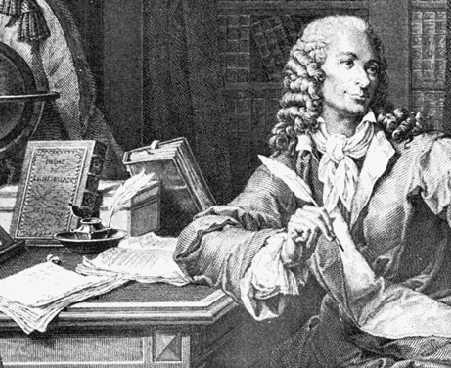
Voltaire (1694–1778), autor de um grande número de correspondências —cerca de cartas ao longo de sua vida — que é preservada até hoje

A República das Letras (em latim: Respublica literaria) é a comunidade intelectual de longa distância no final dos séculos XVII e XVIII na Europa e nas Américas. Fomentava a comunicação entre os intelectuais do Iluminismo, ou philosophes, como eram chamados na França. A República das Letras surgiu no século XVII como uma comunidade autoproclamada de acadêmicos e figuras literárias que se estendiam além das fronteiras nacionais, mas respeitavam as diferenças de idioma e cultura. Essas comunidades que transcenderam as fronteiras nacionais formaram a base de uma República metafísica. Por causa das restrições sociais sobre as mulheres, a República das Letras consistia principalmente de homens. Sendo assim, muitos acadêmicos usam "República das Letras" e "homens de letras" de forma intercambiável.
A circulação de cartas manuscritas era necessária para sua função porque permitia aos intelectuais se corresponderem a grandes distâncias. Todos os cidadãos da República das Letras do século XVII comunicavam-se por carta, trocavam jornais e panfletos publicados e consideravam seu dever trazer outros para a República através da expansão da correspondência.
A primeira ocorrência conhecida do termo em sua forma latina (Respublica literaria) está em uma carta de Francesco Barbaro a Poggio Bracciolini datada de 6 de julho de 1417; foi usado cada vez mais nos séculos XVI e XVII, de modo que no final daquele século figurava nos títulos de vários periódicos importantes. Atualmente, o consenso é que Pierre Bayle traduziu o termo pela primeira vez em seu jornal Nouvelles de la République des Lettres em 1684. Mas há alguns historiadores que discordam e alguns chegam a dizer que sua origem remonta à República de Platão. Parte da dificuldade em determinar sua origem é que, diferentemente de uma academia ou sociedade literária, ela existia apenas na mente de seus membros.
Os historiadores estão atualmente debatendo a importância da República das Letras na influência do Iluminismo. Hoje, a maioria dos historiadores anglo-americanos, qualquer que seja seu ponto de entrada no debate, ocupa um terreno comum: a República das Letras e o Iluminismo eram distintos.

## Academias

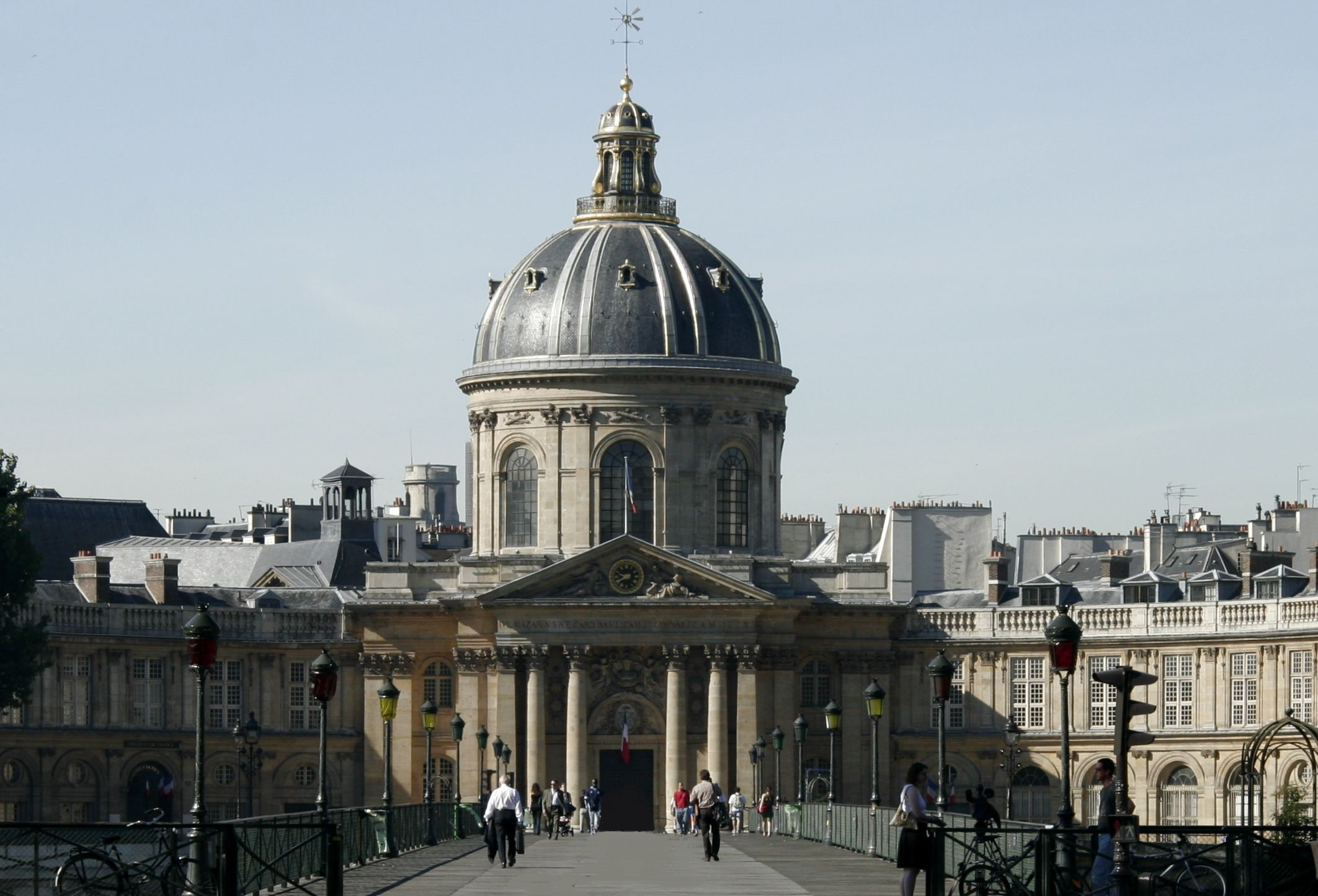
Edifício do Institut de France

Em meados do século XVII, a comunidade dos acadêmicos deram seus primeiros passos em direção à institucionalização com o estabelecimento de academias literárias e científicas permanentes em Paris e Londres sob patrocínio real. A fundação da Royal Society em 1662, de porta aberta, foi particularmente importante para legitimar a República das Letras na Inglaterra e fornecer um centro de gravidade europeu para o movimento. A Royal Society promoveu principalmente a ciência, que foi realizada por cavalheiros de meios econômicos agindo de forma independente. A Royal Society criou seus estatutos e estabeleceu um sistema de governança. Seu líder mais famoso foi Isaac Newton, presidente de 1703 até sua morte em 1727. Outros membros notáveis incluem o diarista John Evelyn, o escritor Thomas Sprat e o cientista Robert Hooke, o primeiro curador de experimentos da instituição. A sociedade desempenhou um papel internacional para adjudicar descobertas científicas e publicou a revista acadêmica Philosophical Transactions, editada inicialmente por Henry Oldenburg.
O século XVII viu novas academias abertas na França, Alemanha, e em outros lugares. Em 1700, elas foram encontradas na maioria dos principais centros culturais, ajudando os membros locais a entrarem em contato com intelectuais afins de outras partes da República das Letras, e assim se tornarem cosmopolitas. Em Paris, a especialização foi levada a novos patamares onde, além da Academia Francesa e da Académie des Sciences, fundadas em 1635 e 1666, houve outras três fundações reais no século XVIII: a Académie des Inscriptions et Belles-Lettres (1701), a Académie de Chirurgie (1730) e a Société de Médecine (1776).
Na segunda metade do século XVIII, as universidades abandonaram a filosofia natural aristotélica e a medicina galenista em favor das ideias mecanicistas e vitalistas dos modernos, de modo que deram maior ênfase ao aprender vendo. Em todos os lugares no ensino de ciências e medicina, a dieta monótona de palestras ditadas foi complementada e, às vezes, totalmente substituída por cursos práticos de física experimental, astronomia, química, anatomia, botânica, matéria médica, até geologia e história natural. A nova ênfase na aprendizagem prática significava que a universidade agora oferecia um ambiente muito mais acolhedor para a República das Letras. Embora a maioria dos catedráticos e professores ainda não estivessem interessados em se tornarem membros, as mudanças ideológicas e pedagógicas ao longo do século criaram as condições para que a busca da curiosidade no mundo universitário se tornasse muito mais possível e até atraente.
Instituições – academias, periódicos, sociedades literárias – assumiram alguns dos papéis, deveres e atividades da bolsa de estudos. A comunicação, por exemplo, não precisava ser de indivíduo para indivíduo; poderia ocorrer entre as academias, e daí passar para os acadêmicos, ou ser encapsulado em revistas literárias, para ser difundido entre toda a comunidade acadêmica. Agentes literários, trabalhando para bibliotecas, mas compartilhando os valores da comunidade instruída, demonstram essa profissionalização no nível mais fundamental.

## Salões literários

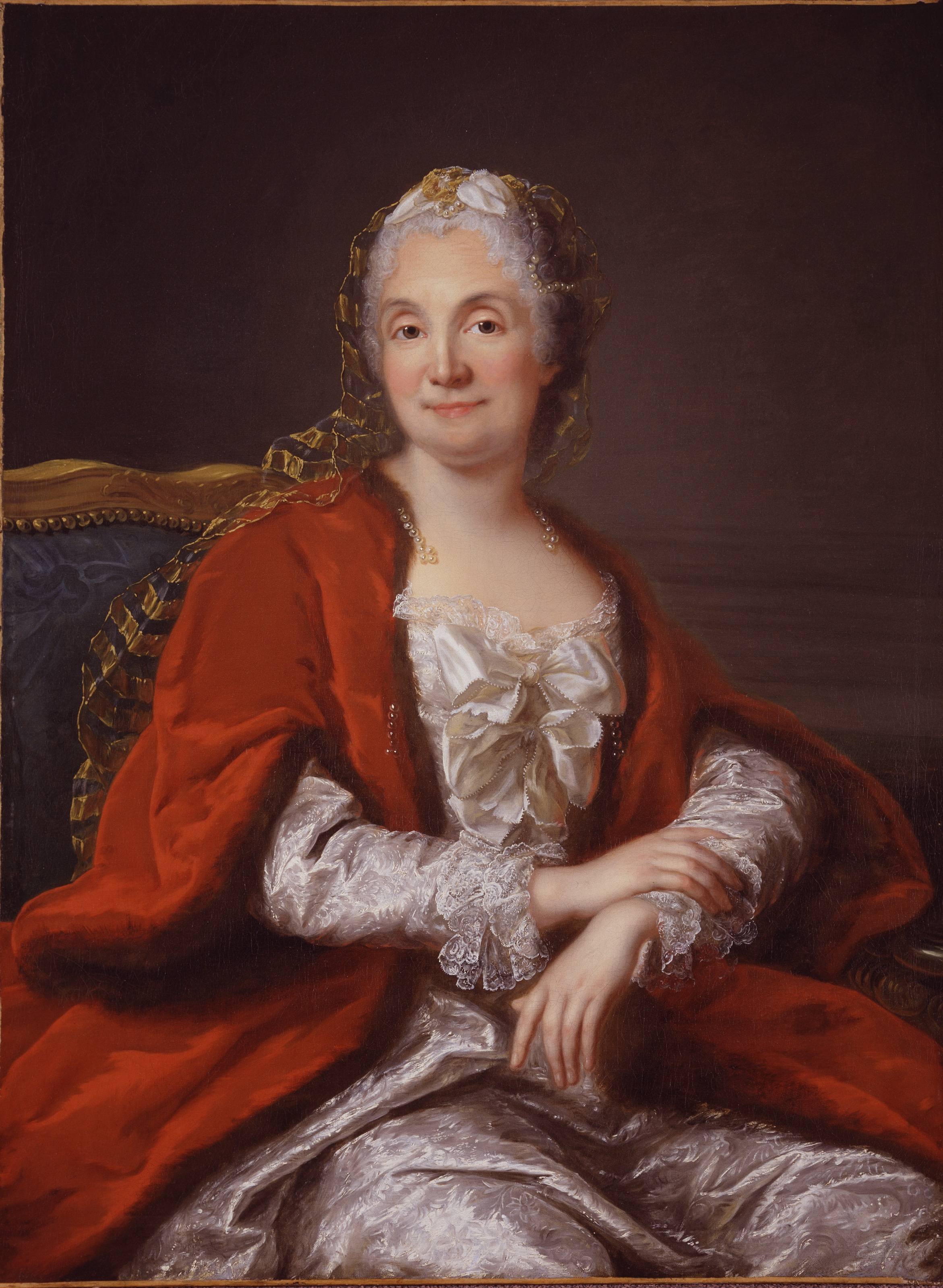
Possível retrato de Madame Geoffrin, por Marianne Loir (Museu Nacional das Mulheres nas Artes, Washington, DC)

A salonnière desempenhou um papel proeminente no estabelecimento da ordem dentro da República das Letras durante o período do Iluminismo. A partir do século XVII, os salões literários serviam para reunir nobres e intelectuais em uma atmosfera de civilidade e jogo limpo, a fim de educar um, refinar o outro e criar um meio comum de intercâmbio cultural baseado na noção compartilhada de honnêteté que combinava aprendizados, boas maneiras e habilidade de conversação. Mas o governo era necessário porque, enquanto a República das Letras foi estruturada em teoria por princípios igualitários de reciprocidade e troca, a realidade da prática intelectual ficou muito aquém desse ideal. Os literatos franceses, por sua vez, viram-se cada vez mais engajados em brigas divisórias em vez de debates construtivos. Com o estabelecimento de Paris como capital da República, os literatos franceses enriqueceram as relações epistolares tradicionais com as verbais diretas. Ou seja, encontrando-se atraídos pelo capital, passaram a se reunir e a fazer sua colaboração direta no projeto do iluminismo, e assim sofreram as consequências de abrir mão da mediação que a palavra escrita proporcionava. Sem esse tipo tradicional de mediação formal, os philosophes precisavam de um novo tipo de governança.
O salão parisiense deu à República das Letras fonte de ordem política na pessoa da salonnière, pois ela ordenava tanto as relações sociais entre os convidados do salão quanto o discurso em que se engajavam. Quando Marie-Thérèse Geoffrin lançou seus jantares semanais em 1749, a República Iluminista das Letras encontrou seu "centro de unidade". Como uma reunião formal regular e regulamentada organizada por uma mulher em sua própria casa, o salão parisiense poderia servir como um fórum independente e local de atividade intelectual para uma República das Letras bem governada. De 1765 a 1776, os homens de letras e aqueles que queriam ser contados entre os cidadãos de sua República podiam se reunir nos salões parisienses em qualquer dia da semana.
Os salões eram instituições literárias que contavam com uma nova ética de sociabilidade comportada e baseada na hospitalidade, distinção e entretenimento da elite. Os salões eram abertos aos intelectuais, que os usavam para encontrar protetores e patrocinadores e para se apresentarem como hommes du monde. Nos salões após 1770, surgiu uma crítica radical da mundanidade, inspirada em Jean-Jacques Rousseau. Esses radicais denunciavam os mecanismos de uma sociabilidade comportada e clamavam por um novo modelo de escritor independente, que se dirigisse ao público e à nação.
Antoine Lilti (2005) argumenta que o salão nunca proporcionou um espaço igualitário. Em vez disso, os salões apenas forneciam uma forma de sociabilidade onde a polidez e a simpatia dos aristocratas mantinham uma ficção de igualdade que nunca dissolveu as diferenças de status, mas as tornou suportáveis. Os "grands" (nobres de alto escalão) só jogavam o jogo da estima mútua enquanto mantivessem a vantagem. Os homens de letras conheciam bem essa regra, nunca confundindo a polidez dos salões com a igualdade na conversa.
Além disso, as vantagens que os escritores ganhavam ao visitar salões se estendiam à proteção de seus anfitriões. Os salões davam um suporte crucial na carreira de um autor, não por serem instituições literárias, mas, pelo contrário, porque permitiam que homens de letras saíssem dos círculos da República das Letras e acessassem os recursos do mecenato aristocrático e régio. Assim, ao invés de uma oposição entre a corte e a República das Letras, eles são um conjunto de espaços e recursos centrados em torno da corte como centro de poder e distribuição de favores.
Antoine Lilti pinta um quadro de uma relação recíproca entre homens de letras e salões de beleza. As salonnières atraíam os melhores literatos por meio de presentes ou subsídios regulares para aumentar a reputação dos salões. Para os anfitriões e recepcionistas de salões, estes não eram apenas fontes de informação, mas também pontos importantes de retransmissão na circulação de elogios. De salão em salão, tanto na conversa como na correspondência, os homens de letras elogiavam de bom grado os grupos sociais que os acolhiam. Por sua vez, a anfitriã do salão (a salonnère) tinha que provar sua capacidade de mobilizar o maior número possível de contatos da alta sociedade em favor de seus protegidos. Consequentemente, as correspondências exibem abertamente uma rede de influência, onde as mulheres da alta sociedade (particularmente as salonnières) empregavam todas as suas habilidades para ajudar a eleger para as academias os homens de letras apoiados por elas.

### Salões norte-americanos
A companhia intelectual mista também foi encontrada na Filadélfia do século XVIII para aqueles que a procuravam, às vezes, em reuniões sociais modeladas nos salões de Londres e Paris. No que diz respeito às relações sociais mistas de natureza literária, os americanos eram virtuosamente e patrioticamente inclinados a desconfiar dos exemplos europeus. Conscientes da pureza relativa e da provincianidade de sua sociedade, os americanos não procuravam replicar o que percebiam como as sociedades decadentes de Londres e Paris. No entanto, para facilitar as relações sociais de natureza literária em que as mulheres estavam envolvidas, os americanos, liderados por certas mulheres de mente forte, recorreram e domesticaram dois modelos de tal companhia intelectual mista, um francês e outro inglês.
Nos Estados Unidos, as mulheres intelectualmente motivadas imitaram conscientemente esses dois modelos europeus de sociabilidade: o sempre moderno modelo francês de dona de salão, valendo-se do altruísmo social feminina para organizar encontros de mentes, principalmente masculinos; e o sempre fora de moda modelo inglês de não-absurdo., discurso cultivado, principalmente entre as mulheres. Fora dos salões e clubes literários, a sociedade em geral era mista por natureza, assim como as famílias que a constituíam. E, desta forma, os homens de letras escolhessem ou não incluir femme savants na República Literária, as mulheres literárias compartilhavam a sociabilidade que a sociedade em geral proporcionava. Isso variou muito na América de uma localidade para outra.

## Prensa móvel
Logo após a introdução da impressão com tipos móveis, a República das Letras tornou-se intimamente identificada com a prensa móvel. A prensa também desempenhou um papel proeminente no estabelecimento de uma comunidade de cientistas que poderiam facilmente comunicar suas descobertas através do estabelecimento de periódicos amplamente divulgados. Por causa da prensa móvel, a autoria tornou-se mais significativa e lucrativa. A principal razão era que ele fornecia correspondência entre o autor e a pessoa que possuía as máquinas de impressão – o editor. Essa correspondência permitiu ao autor um maior controle de sua produção e distribuição. Os canais abertos pelas grandes editoras proporcionaram um movimento gradual para uma Respublica internacional com canais de comunicação definidos e focos particulares (por exemplo, cidades universitárias e editoras), ou simplesmente a casa de uma figura respeitada.

### Revistas literárias

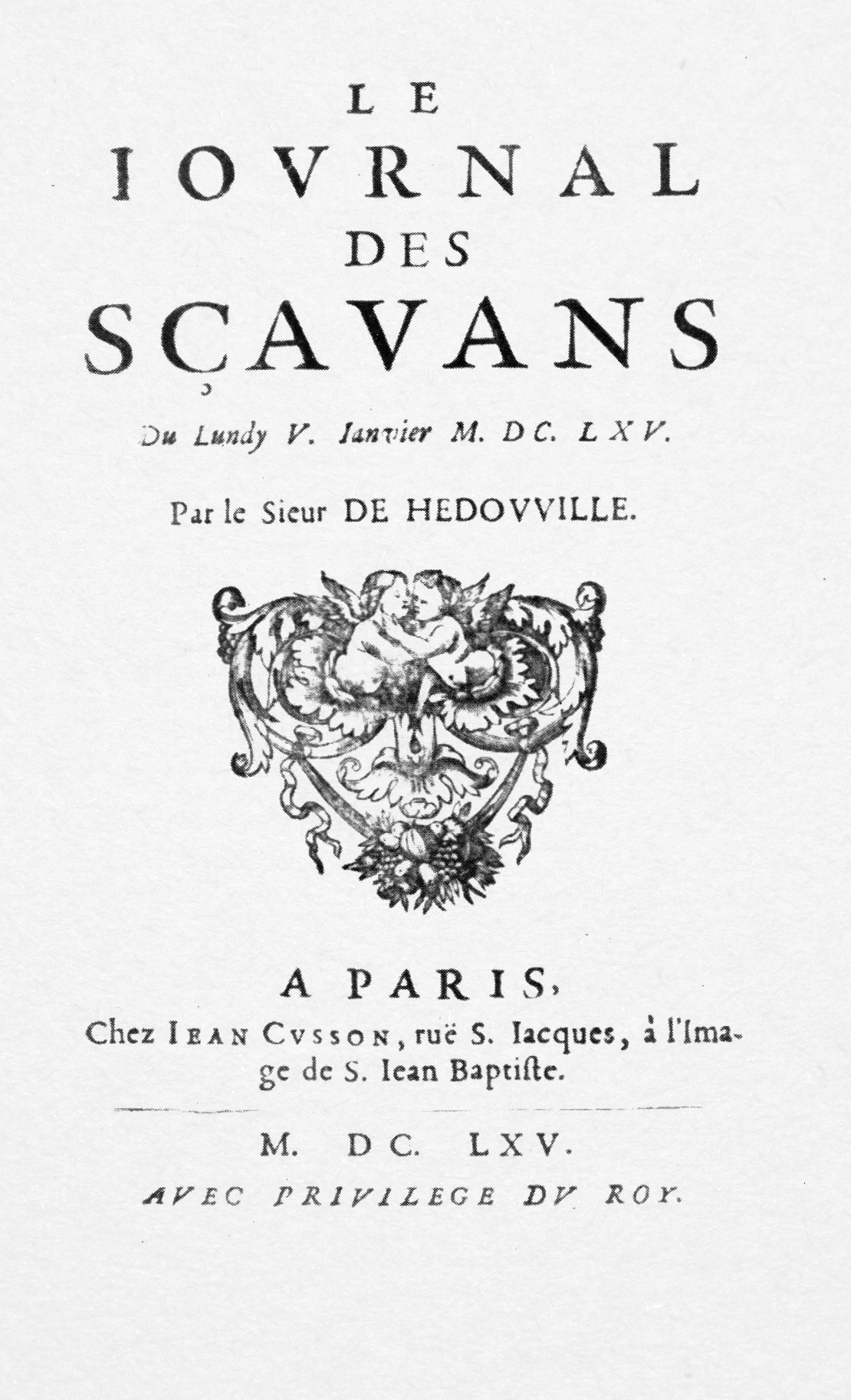
A primeira edição do Journal des Sçavans (folha de rosto)

Muitas revistas literárias começaram como imitações ou rivais de publicações originárias de meados do século XVII. É geralmente reconhecido que o Journal des Sçavans, uma revista científica francesa iniciada em 1665, é o pai de todos os periódicos. O primeiro dos periódicos de base neerlandesa, e também o primeiro dos jornais genuinamente "críticos", o Nouvelles de la République des Lettres, editado por Pierre Bayle, apareceu em março de 1684, seguido em 1686 pela Bibliothèque Universelle de Jean Le Clerc. Enquanto o francês e o latim predominavam, logo houve também uma demanda por notícias e resenhas de livros em alemão e neerlandês.

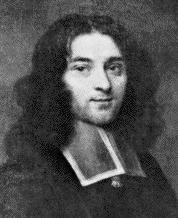
Pierre Bayle

As revistas literárias representavam uma maneira nova e diferente de conduzir os negócios na República das Letras. Como o livro impresso antes deles, as revistas intensificaram e multiplicaram a circulação da informação; e como consistiam principalmente em resenhas de livros (conhecidas como extraits), aumentavam enormemente o conhecimento potencial dos acadêmicos sobre o que estava acontecendo em sua própria comunidade. No início, o público e a autoria das revistas literárias eram, em grande parte, a própria República das Letras.
A evolução de uma verdadeira imprensa periódica foi lenta, porém, uma vez estabelecido esse princípio, era apenas uma questão de tempo até que os impressores percebessem que o público também estava interessado no mundo da erudição. À medida que o número de leitores aumentou, ficou claro que o tom, a linguagem e o conteúdo dos periódicos implicavam que os jornalistas definiam seu público sob uma nova forma de República das Letras: ou aqueles que desempenhavam um papel ativo escrevendo e instruindo outros, ou aqueles que que se contentavam em ler livros e acompanhar os debates nos periódicos. Anteriormente domínio de les savants e érudits, a República das Letras tornou-se agora a província de "les curieux".
Assim, os ideais da República das Letras como comunidade aparecem nos periódicos, tanto em suas próprias declarações de propósito em prefácios e introduções, quanto em seus conteúdos reais. Assim como um dos objetivos de um commerce de lettres era informar duas pessoas, o objetivo da revista era informar a muitos. Ao desempenhar esse papel público na República das Letras, os periódicos tornaram-se uma personificação do grupo como um todo. As atitudes de jornalistas e leitores sugerem que uma revista literária era considerada, em certo sentido, um membro ideal da República das Letras.
Também é importante notar que houve alguns desacordos com o senso de Goldgar sobre a importância dos periódicos na República das Letras. Françoise Waquet argumentou que as revistas literárias não substituíram de fato o commerce de lettres. Os periódicos dependiam de cartas para sua própria informação. Além disso, a imprensa periódica falhou em satisfazer o desejo acadêmico por notícias. Sua publicação e venda eram, muitas vezes, lentas demais para satisfazer os leitores, e suas discussões sobre livros e notícias podiam parecer incompletas por razões como especialização, preconceito religioso ou simples distorção. As cartas permaneceram claramente desejáveis e úteis. Mas é certo que, a partir do momento em que os diários se tornaram uma característica central da República das Letras, muitos leitores obtiveram suas notícias principalmente dessa fonte.

## República Transatlântica das Letras

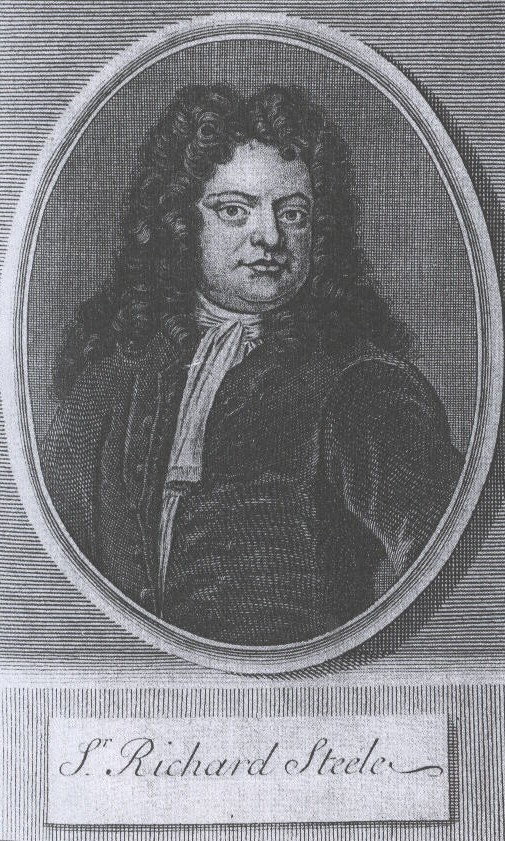
O autor do Spectator, Richard Steele

Os historiadores, entendem que, há muito tempo, os periódicos científicos ingleses e franceses tiveram uma forte influência nas letras coloniais americanas. Durante este período, a variedade de instituições usadas para transmitir ideias não existia na América. Além dos estoques de livreiros amplamente montados arbitrariamente, uma correspondência ocasional no exterior e os anúncios do editor ou impressor encontrados no verso dos livros, a única maneira de os intelectuais coloniais manterem vivos seus interesses filosóficos era através da reportagem na literatura periódica.
Exemplos incluem Benjamin Franklin, que cultivou seu estilo perspicaz na imitação do Spectator. O manuscrito Catálogo de leitura, de Jonathan Edwards, revela que ele não apenas conhecia o Spectator antes de 1720, mas estava tão fascinado por Richard Steele que tentou colocar as mãos em toda a sua produção: The Guardian, The Englishman, The Reader, entre outros. O periódico semanal intitulado Telltale foi fundado na Universidade de Harvard em 1721 por um grupo de estudantes, incluindo Ebenezer Pemberton, Charles Chauncy e Isaac Greenwood. Com a legenda da obra Telltale – "Críticas sobre a conversa e os comportamentos dos acadêmicos para promover o raciocínio correto e as boas maneiras" – deixando explícito que se tratava de uma imitação direta dos periódicos ingleses relevantes.

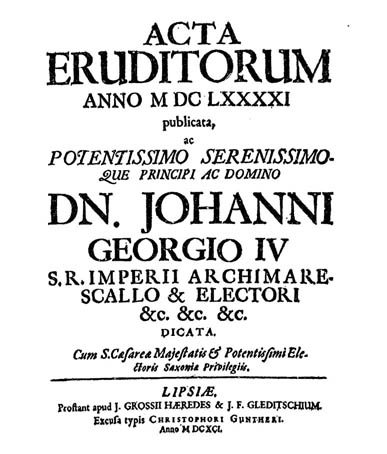
Folha de rosto de uma edição da revista científica Acta Eruditorum

Um dos melhores exemplos de uma República das Letras transatlântica começou por volta de 1690, quando John Dunton lançou uma série de empreendimentos jornalísticos, quase todos sob a égide de um "clube" voltado para o futuro chamado Athenian Society, um antecessor inglês do Telltale Club da Universidade de Harvard, o clube Junto, patrocinado por Franklin e outras associações dedicadas ao aprimoramento mental e moral. A sociedade ateniense tomou como um de seus principais objetivos de difundir o aprendizado no vernáculo. Um dos planos desse grupo em 1691 era a publicação de traduções da Acta Eruditorum, do Journal des Sçavans, da Bibliothèque Universelle e do Giornale de Letterati. O resultado foi a formação da The Young Students Library (em português: Biblioteca para Jovens Estudantes) que, como seu título mesmo define, abrangia "extratos e resumos dos livros mais valiosos impressos na Inglaterra e nos jornais estrangeiros do ano sessenta e cinco até a atualidade". A Biblioteca para Jovens Estudantes, assim como a Bibliothèque Histórica Universal de 1687, era composta quase inteiramente de peças traduzidas; sendo assim, principalmente do Journal des Sçavans; Nouvelles de la République des Lettres, de Bayle; e da Bibliothèque Universelle et Historique, de Jean Le Clerc's e da La Crose.
A Biblioteca de Jovens Estudantes de 1692 serviu como exemplo de material encontrado em formato posterior das revistas li na Inglaterra. Lamentando expressamente a ausência de periódicos na Inglaterra, a Biblioteca dos Jovens Estudantes foi projetada para suprir a necessidade na América de literatura periódica.
Para os norte-americanos, segundo David D Hall, estas publicações representaram:
Uma visão abrangente da aprendizagem, articulada durante todo o período revolucionário, como um meio de promover a "liberdade" e, assim, cumprir a promessa de uma América republicana. Reuniu radicais políticos e dissidentes religiosos de ambos os lados do Atlântico, que se basearam em suas lutas compartilhadas contra um Parlamento corrompido, e a Igreja da Inglaterra por uma agenda comum de reforma constitucional.

## Debates historiográficos
Os historiadores anglo-americanos voltaram sua atenção para a divulgação e promoção do Iluminismo, investigando os mecanismos pelos quais ele desempenhou um papel no colapso do Antigo Regime. Essa atenção aos mecanismos de divulgação e promoção levou os historiadores a debater a importância da República das Letras durante o Iluminismo.

### O Iluminismo como uma figura retórica
Em 1994, Dena Goodman publicou A República das Letras: Uma História Cultural do Iluminismo Francês. Nesse trabalho feminista, ela descreveu o Iluminismo não como um conjunto de ideias, mas como uma retórica. Para ela, era essencialmente um discurso de descoberta de mente aberta, onde intelectuais de mentalidade semelhante adotavam um modo tradicionalmente feminino de discussão para explorar os grandes problemas da vida. O discurso iluminista era uma fofoca proposital e indissoluvelmente ligada aos salões parisienses. Goodman questiona também o grau em que a esfera pública é necessariamente masculina. Sob a influência da Transformação Estrutural da Esfera Pública de Habermas, ela propõe uma divisão alternativa que define as mulheres como pertencentes a uma autêntica esfera pública de crítica governamental por meio de salões, lojas maçônicas, academias e imprensa.
Como a monarquia francesa, a República das Letras é um fenômeno moderno com uma história antiga. Referências à Respublica literaria foram encontradas já em 1417. No entanto, o conceito de República das Letras surgiu apenas no início do século XVII, e se difundiu apenas no final daquele século. Paul Dibon, citado por Goodman, define a República das Letras como foi concebida no século XVII como:
Uma comunidade intelectual que transcende o espaço e o tempo, [mas] reconhecendo como tais diferenças em relação à diversidade de idiomas, seitas e países ... Esse estado, por mais ideal que seja, não é de forma alguma utópico, mas ... toma forma na [boa] carne humana antiga, onde o bem e o mal se misturam.
Segundo Goodman, no século XVIII, a República das Letras era composta por franceses e francesas, filósofos e salonnières, que trabalhavam juntos para atingir os fins da filosofia, amplamente concebida como projeto do Iluminismo. Na sua opinião, as práticas discursivas centrais da República Iluminista das Letras eram a conversa educada e a escrita de cartas, e sua instituição social definidora era o salão parisiense.
Goodman argumenta que, em meados do século XVIII, os literatos franceses usavam discursos de sociabilidade para argumentar que a França era a nação mais civilizada do mundo porque era a mais sociável e a mais comportada. Os homens de letras franceses se viam como os líderes de um projeto de Iluminismo que era tanto cultural quanto moral, se não político. Ao representar a cultura francesa como a vanguarda da civilização, eles identificavam a causa da humanidade com suas próprias causas nacionais e se viam ao mesmo tempo patriotas franceses e cidadãos íntegros de uma cosmopolita República das Letras. Voltaire, tanto um zeloso defensor da cultura francesa quanto o principal cidadão da República Iluminista das Letras, contribuiu mais do que ninguém para essa auto-representação da identidade nacional.
Ao longo dos séculos XVII e XVIII, o crescimento da República das Letras foi paralelo ao da monarquia francesa. Esta história da República das Letras se entrelaça com a da monarquia desde sua consolidação após as Guerras Religiosas até sua queda na Revolução Francesa. Dena Goodman considera isso muito importante porque fornece uma história da República das Letras desde sua fundação no século XVII, como uma comunidade de discurso apolítica, até sua transformação no século XVIII, em uma comunidade muito política, cujo projeto de Iluminismo desafiou o monarquia a partir de um novo espaço público esculpido na sociedade francesa.

### O papel das mulheres na República das Letras
Em 2003, Susan Dalton publicou Engendering the Republic of Letters: Reconnecting Public and Private Spheres. Dalton apoia o ponto de vista de Dena Goodman em que as mulheres desempenharam um papel no Iluminismo. Por outro lado, Dalton não concorda com Goodman por usar a ideia de Habermas das esferas pública e privada. Embora a esfera pública tenha a capacidade de incluir as mulheres, não é a melhor ferramenta para mapear toda a gama de ação política e intelectual aberta a elas porque fornece uma definição excessivamente restritiva do que é propriamente político e/ou historicamente relevante. Na verdade, esse é o problema mais amplo de depender de qualquer divisão público/privado: ela molda e até limita a visão da ação política e intelectual das mulheres, definindo-a em relação a locais e instituições específicos, porque estes são identificados como as arenas de poder e, em última análise, agência histórica.
Para estudar a República das Letras de maneira mais ampla, Dalton analisou a correspondência das mulheres do salão literário para mostrar o vínculo entre as instituições intelectuais e os diversos tipos de sociabilidade. Neste caso, ela examinou a correspondência de duas mulheres de salão francesas e duas venezianas no final do século XVIII para entender seu papel na República das Letras. Essas mulheres eram Julie de Lespinasse (1732–76), Marie-Jeanne Roland (1754–93), Giustina Renier Michiel (1755–1832) e Elisabetta Mosconi Contarini (1751–1807).
Engajar-se no comércio literário, enviar notícias, livros, literatura – até elogios e críticas – era demonstrar comprometimento com a comunidade como um todo. Dada a importância dessas trocas para garantir a perpetuação da república das letras como uma comunidade, Lespinasse, Roland, Mosconi e Renier Michiel trabalharam para reforçar a coesão por meio da amizade e da lealdade. Assim, enviar uma carta ou adquirir um livro era um sinal de devoção pessoal que engendrava uma dívida social a ser cumprida. Por sua vez, a capacidade de cumprir essas "dívidas" marcava-o como um bom amigo e, portanto, um membro virtuoso da República das Letras. O fato de ambas as qualidades se sobreporem explica a prática de recomendar amigos e conhecidos para prêmios literários e cargos governamentais. Se as mulheres podiam fazer recomendações que pesavam tanto para cargos políticos quanto para prêmios literários, era porque se julgavam capazes de avaliar e expressar os valores próprios da relação na República das Letras. Eles podiam julgar e produzir não apenas graça e beleza, mas também amizade e virtude.
Traçando a natureza e a extensão de sua participação em debates intelectuais e políticos, foi possível mostrar o grau em que as ações das mulheres divergiam não apenas dos modelos conservadores de gênero, mas também de suas próprias formulações sobre o próprio papel social da mulher. Embora insistissem, muitas vezes, de sua própria sensibilidade e falta de capacidade crítica, as mulheres de salão literário que Susan Dalton estudou também se definiam como pertencentes à República das Letras, isto é, não apenas com referência à concepção muito diferente de gênero oferecida pela gens de lettres, mas também com referência a um vocabulário mais amplo e neutro de gênero das qualidades pessoais reverenciadas por eles, mesmo quando contradizia seu discurso sobre gênero.

### Conduta e comunidade
Em 1995, Anne Goldgar publicou Impolite Learning: Conduct and Community in the Republic of Letters, 1680–1750. Goldgar vê a República como um aglomerado de acadêmicos e cientistas, cuja correspondência e trabalhos publicados (geralmente em latim), revelam uma comunidade de acadêmicos conservadores com preferência pela substância sobre o estilo. Sem vínculos institucionais comuns e achando difícil atrair patronos aristocráticos e corteses, a comunidade criou a República das Letras para elevar o moral tanto quanto por qualquer motivo intelectual. Goldgar argumenta que, no período de transição entre o século XVII e o Iluminismo, a preocupação comum mais importante dos membros da República era sua própria conduta. Na concepção de seus próprios membros, ideologia, religião, filosofia política, estratégia científica ou qualquer outra estrutura intelectual ou filosófica não eram tão importantes quanto sua própria identidade como comunidade.
Os filósofos, por outro lado, representavam uma nova geração de homens de letras que eram conscientemente controversos e politicamente subversivos. Além disso, eram divulgadores urbanos, cujo estilo e estilo de vida estavam muito mais em sintonia com as sensibilidades da elite aristocrática que dava o tom para o público leitor.
Certas características amplas podem, no entanto, ser pintadas no quadro da República das Letras. A existência de padrões comunitários destaca o primeiro deles: que o mundo acadêmico se considerava de certa forma separado do resto da sociedade. Acadêmicos contemporâneos dos séculos XVII e XVIII sentiram que, pelo menos no âmbito acadêmico, eles não estavam sujeitos às normas e valores da sociedade em geral. Ao contrário de seus colegas não acadêmicos, eles pensavam que viviam em uma comunidade essencialmente igualitária, na qual todos os membros tinham direitos iguais para criticar o trabalho e a conduta dos outros. Além disso, a República das Letras em teoria ignorou as distinções de nacionalidade e religião.
As convenções da República das Letras eram uma grande conveniência para os acadêmicos de toda a Europa. Acadêmicos em correspondência entre si sentiam-se à vontade para pedir ajuda em pesquisas sempre que necessário; de fato, uma das funções do commerce de lettres, a correspondência puramente literária, era promover oportunidades de pesquisa. Mesmo as cidades que, de modo algum, poderiam ser chamadas de isoladas, como Paris ou Amsterdã, sempre careciam de certas comodidades acadêmicas. Muitos livros publicados na Holanda, por exemplo, só chegaram às editoras holandesas porque eram proibidos na França. Os modos de escrita necessários para a pesquisa estavam, muitas vezes, em bibliotecas inacessíveis a pessoas de outras cidades. Os periódicos literários geralmente não conseguiam fornecer informações suficientes com rapidez suficiente para satisfazer as necessidades da maioria dos acadêmicos.
O papel de intermediário também foi proeminente na República das Letras. Acadêmicos escreveram em nome de outros pedindo hospitalidade, livros e ajuda na pesquisa. Muitas vezes, o envolvimento de um intermediário era uma questão de simples conveniência. No entanto, o uso de um intermediário frequentemente tinha um significado sociológico subjacente. Um pedido que termina em fracasso pode ser embaraçoso e humilhante; a recusa em prestar um serviço pode significar que a parte solicitada prefere não entrar em relação de reciprocidade com alguém em estado de inferioridade.
Mas um intermediário não suportava apenas o peso da recusa; ele também contribuiu para o sucesso de uma transação. A capacidade de usar um intermediário indicava que um acadêmico tinha pelo menos um contato na República das Letras. Isso dava prova de sua participação no grupo, e o intermediário geralmente atestava suas qualidades acadêmicas positivas. Além disso, o intermediário geralmente tinha contatos mais amplos e, consequentemente, em uma posição superior dentro da comunidade.
Embora existissem diferenças de hierarquias na República das Letras, tais diferenças não enfraqueceram a comunidade. O espírito do serviço, combinado com a vantagem de ganhar relevância por obrigar os outros, significava que alguém de posição mais alta era movido para ajudar seus subordinados. Ao fazê-lo, ele reforçou os laços entre ele e outros acadêmicos. Ao providenciar ajuda para um acadêmico, ele forjou ou fortaleceu vínculos com a pessoa atendida, ao mesmo tempo em que reforçava seus laços recíprocos com o prestador final do serviço.

### Transparência intelectual e laicizações
A abordagem de Goodman encontrou o apoio do historiador médico Thomas Broman. Com base em Habermas, Broman argumenta que o Iluminismo foi um movimento de transparência intelectual e laicização. Enquanto os membros da República das Letras viviam hermeticamente isolados do mundo exterior, falando apenas uns com os outros, seus sucessores, deliberadamente, colocavam suas ideias esclarecidas diante da barra de uma opinião pública nascente. Broman vê essencialmente a República das Letras como localizada no gabinete e o Iluminismo no mercado.

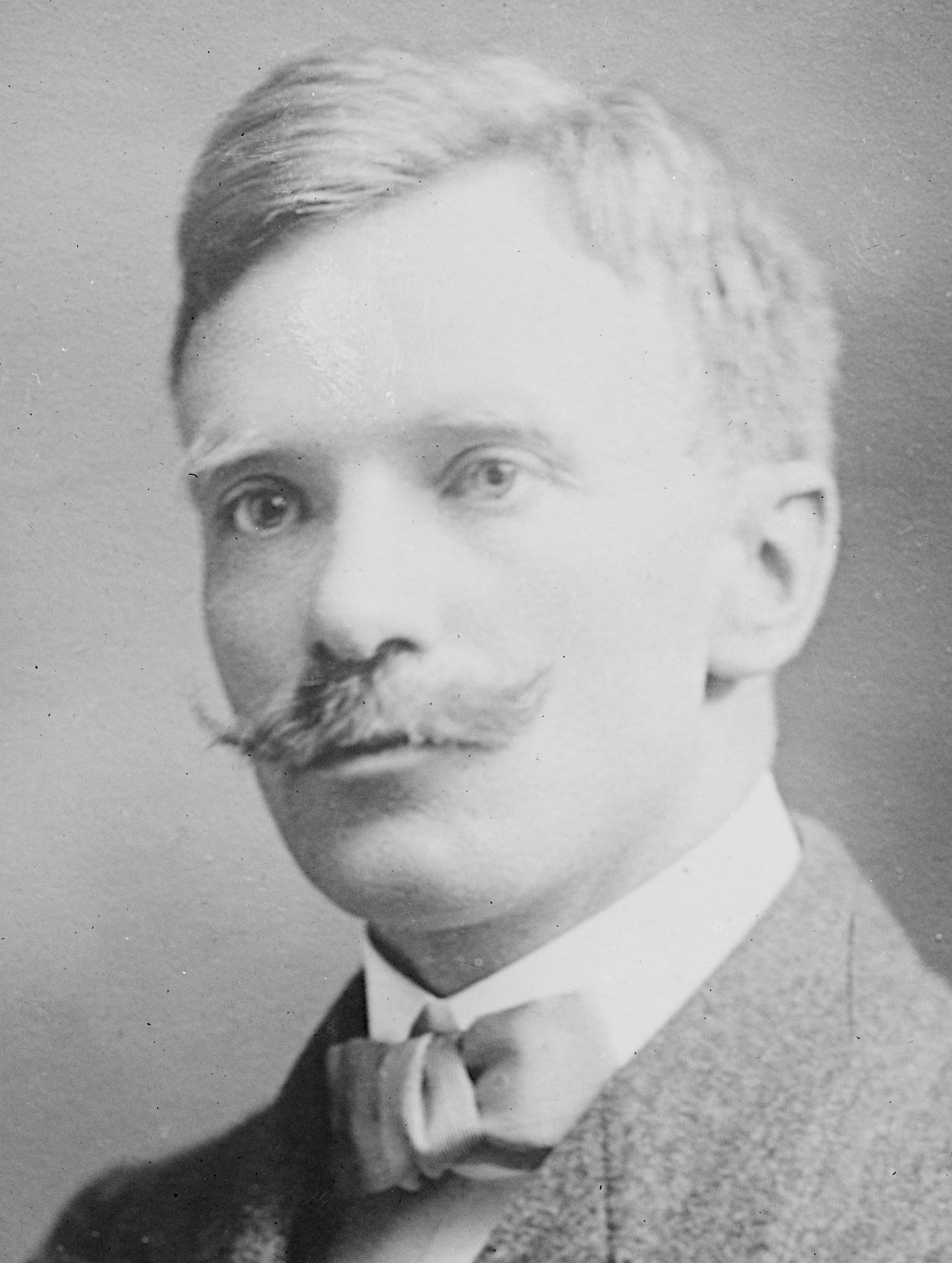
Paul Hazard

Para a maioria dos historiadores anglo-americanos, o Iluminismo clássico é um movimento voltado para o futuro. Para esses historiadores, a República das Letras é uma construção ultrapassada do século XVII. Mas aos olhos de John Pocock há dois Iluminismos: um, associado a Edward Gibbon, o autor do Declínio e Queda do Império Romano, que foi erudita sério na República das Letras; o outro, o trivial Iluminismo dos philosophes parisienses. A primeira é produto de uma tradição política e teológica liberal tipicamente inglesa/britânica e protestante e aponta para o futuro; a segunda carece da âncora da análise sócio-histórica e leva involuntariamente ao caos revolucionário.
Na década de 1930, o historiador francês Paul Hazard concentrou seu trabalho na época de Pierre Bayle e argumentou que o efeito cumulativo das muitas vertentes diferentes e mordazes da curiosidade intelectual no último quartel do século XVII, criou uma crise cultural europeia, cuja colheita negativa os philosophes deviam colher. A República das Letras e o Iluminismo estavam indissoluvelmente interligados. Ambos foram movimentos de crítica.
De acordo com Peter Gay, com base no estudo muito anterior de Ernst Cassirer sobre os progenitores intelectuais de Kant, o Iluminismo foi a criação de um pequeno grupo de pensadores, sua família de philosophes ou 'partido da humanidade', cuja coerência anti-cristã, programa de reforma melhorista e individualista desenvolvido a partir de raízes culturais muito específicas. O Iluminismo não foi fruto da República das Letras, muito menos a culminação de três séculos de crítica anti- agostiniana, mas sim o resultado do casamento singular de Lucrécio e Newton. Quando um punhado de livres pensadores franceses no segundo quarto do século XVIII encontrou a metodologia e as conquistas da ciência newtoniana, a filosofia experimental e a incredulidade foram misturadas em um coquetel explosivo, que deu a seus consumidores os meios para desenvolver uma nova ciência do homem. Desde que o trabalho de Gay foi publicado, sua interpretação do Iluminismo tornou-se uma ortodoxia no mundo anglo-saxão.